# Erste Liebe / letzter Tanz
Erste Liebe / letzter Tanz ist das zweite Studioalbum des deutschen Musikers Felix Meyer, welches am 20. Januar 2012 veröffentlicht wurde. Produziert wurde dieses Album von Franz Plasa.

## Entstehung
Wie schon das Debüt Von Engeln und Schweinen entstand das Album in den Hamburger HOME Studios, diesmal unter der Produktion von Franz Plasa, der mit Keimzeit und Selig auch für zwei musikalische Vorbilder von Felix Meyer produziert hat. An den Kompositionen für das Album beteiligten sich alle Bandmitglieder.

## Titelliste
| #   | Titel                 | Länge |
| --- | --------------------- | ----- |
| 1.  | Prolog                | 1:48  |
| 2.  | Zeiten großer Worte   | 3:01  |
| 3.  | Hinterhofkino         | 2:39  |
| 4.  | Noch früher mal       | 3:58  |
| 5.  | Einverstanden         | 3:24  |
| 6.  | Liebe, Dreck & Gewalt | 2:44  |
| 7.  | Bilder wie Gefühle    | 3:47  |
| 8.  | Das hohe Ross         | 3:15  |
| 9.  | Bzw. glaub ich        | 3:26  |
| 10. | Bis übermorgen        | 3:04  |
| 11. | Seele                 | 3:06  |
| 12. | Der Realist           | 3:40  |
| 13. | Aus blauem Himmel     | 3:26  |

## Besetzung
- Felix Meyer – Gesang
- Benjamin Albrecht – Akkordeon, Piano, Glockenspiel, Fender Rhodes, Begleitgesang
- Sebastian Brand – Kontrabass, Begleitgesang
- Niklas Neßelhut – Schlagzeug, Perkussion
- Olaf Niebuhr – Gitarre, Banjo
- Erik Manouz – Gitarre, Palmas, Congas, Perkussion, Hang, Begleitgesang

### Gastmusiker
- Ingolf Burkhardt – Trompete bei Zeiten großer Worte und Aus blauem Himmel
- Stefan Pintev und die G-Strings – Streicher bei Einverstanden, Seele und Aus blauem Himmel
- Franz Plasa – Gitarre und Begleitgesang bei Noch früher mal und Bilder wie Gefühle
- Jon Welch – Posaune bei Zeiten großer Worte und Aus blauem Himmel
- Jony Iliev – Begleitgesang bei Hinterhofkino

## Rezeption
Die Redaktion des MDR Magazins Figaro vergleicht die leichte Wehmütigkeit vom Meyers Texten mit Sven Regener, eingebettet in eine musikalische Mischung „aus Chanson, Pop und Folk“.
Focus Online wertet nach einer dpa-Mitteilung: Das Album „begeistert […] mit klugen, bissig-humorvollen Texten und einer Musik, der man die Weltenbummelei aufs Schönste anhört.“